# Antillostenochrus brevipatellatus
Antillostenochrus brevipatellatus är en spindeldjursart som först beskrevs av Verner Hawsbrook Rowland och Paul Reddell 1979.  Antillostenochrus brevipatellatus ingår i släktet Antillostenochrus och familjen Hubbardiidae. Inga underarter finns listade i Catalogue of Life.